# 제시 윌리엄스 (배우)
제시 윌리엄스(Jesse Williams, 1981년 8월 5일 ~ )는 미국의 배우, 감독, 제작자, 활동가이다. 연극 《Take Me Out》(2022-23)으로 2022년 제75회 토니상 연극 부문 남우조연상 후보에 올랐다.

## 출연 작품

### 영화
- 청바지 돌려입기 2 (2008)
- 브룩클린스 파이니스트 (2009)
- 캐빈 인 더 우즈 (2012)
- 버틀러: 대통령의 집사 (2013)
- They Die by Dawn (2013)
- 스네이크 앤 몽구스 (2013, Snake and Mongoose)
- 킬러 더 머니 (2016, Money)
- 밴드 에이드 (2017)
- 야곱의 사다리 (2019)
- 셀라 앤 더 스페이즈 (2019, Selah and the Spades)
- 투 디스턴트 스트레인저스 (2020)
- 유어 플레이스 오어 마인 (2023)

### 텔레비전
- 로앤오더: 범죄 전담반 (2006)
- 그릭 (2008)
- 지미 키멀 라이브! (2009-17) - 본인
- 그레이 아나토미 (2009-23)
- 파워 (2019)
- 작은 불씨는 어디에나 (2020)
- 스테이션 19 (2020)
- 새터데이 나이트 라이브 (2021)
- 아파트 이웃들이 수상해 (2023)

### 비디오 게임
- 디트로이트: 비컴 휴먼 (2018)

### 연극
- Take Me Out (2022-23)